# Jürgen Zimmer (Erziehungswissenschaftler)
Jürgen Zimmer (* 19. Februar 1938 in Bielefeld; † 21. August 2019 in Chiang Mai, Thailand) war ein deutscher Erziehungswissenschaftler und Bildungsjournalist.

## Leben

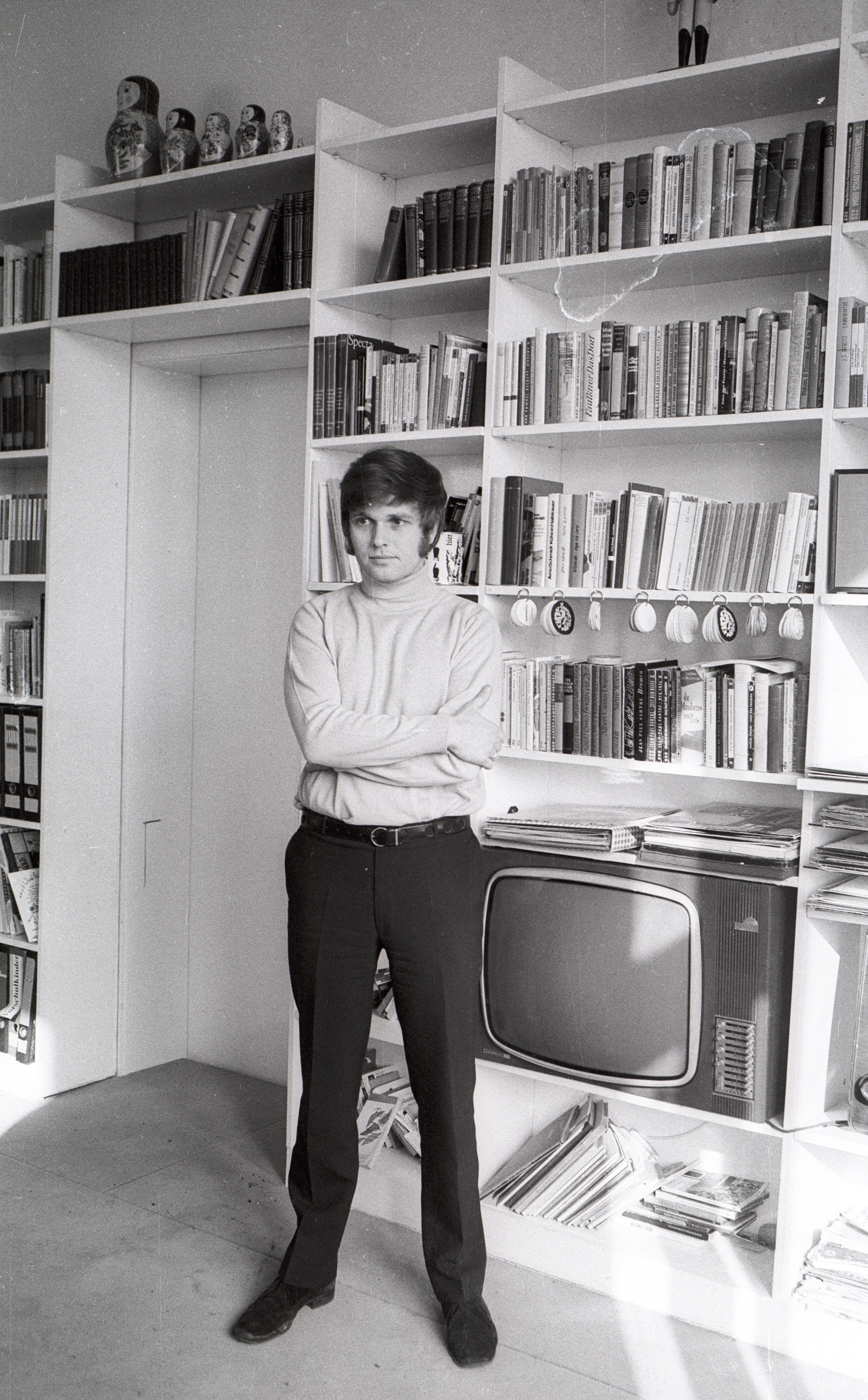
Jürgen Zimmer um 1970

Jürgen Zimmer legte das Abitur an der Schule Schloss Salem ab. Mit einem Stipendium der Studienstiftung des deutschen Volkes studierte er Psychologie, Pädagogik und Jura in Hamburg, Freiburg und München bis zum Diplom in Psychologie. Seine Promotion erfolgte 1975 über ein Thema der Vergleichenden Erziehungswissenschaft. Ab 1965 war er Mitarbeiter im Max-Planck-Institut für Bildungsforschung in Berlin bei Hellmut Becker und Saul B. Robinsohn. Als Leiter des Arbeitsbereichs am Deutschen Jugendinstitut in München ab 1971 entwickelten er und sein Team das pädagogische Konzept des Situationsansatzes – eine pädagogische Innovation im Bereich der Kindertageseinrichtungen. Es führte zum Curriculum Soziales Lernen. Zu den Mitarbeitern gehörte auch die bekannte Autorin Donata Elschenbroich.
Jürgen Zimmer war ab 1978 Wissenschaftlicher Rat und Professor in Münster und ab 1980 ordentlicher Professor an der FU Berlin. Anfang der 1980er Jahre leitete er das Bildungsressort der Hamburger Wochenzeitung Die Zeit. Bereits 1980 gründete er das Institut für Interkulturelle Erziehung und Bildung in Berlin. Er war der Gründungspräsident der Internationalen Akademie für innovative Pädagogik, Psychologie und Ökonomie an der Freien Universität Berlin (INA gGmbH) und 2006–2017 Präsident der INA mit 21 Instituten oder Arbeitsbereichen. 2018 gründete er die Internationale Akademie für Sozialwissenschaften, Organisation und Management – World Citizen Campus – gGmbH (CCW) und wurde deren Präsident.
Jürgen Zimmer forschte nach Öffnungen und Bezügen von Bildung zur Realität des Lebens. In Thailand entstand die Schule „School for Life“, die er maßgeblich beeinflusste: 2003 war er Mitgründer der School for Life Chiang Mai und wurde Präsident der School for Life Foundation Thailand. 2005 war er Mitgründer und pädagogischer Leiter der Beluga (später Hanseatic) School for Life Phang Nga (Thailand). „The best for the poorest“ war sein Wahlspruch. In vielen Ländern führte er pädagogische Initiativen ein, in Südamerika, Afrika und Asien. Er war Gastprofessor an der Universität von São Paulo.
Zeitweise arbeitete er für die Deutsche UNESCO-Kommission; den Deutschen Bildungsrat; die OECD/CERI; als Präsident der International Community Education Association (ICEA); das Kuratorium der Hermann-Lietz-Schule Spiekeroog und der High Seas High School; er war Vorstand der International School Berlin-Potsdam und der Internatsschule Louisenlund; Direktor für Internationale Angelegenheiten des Rural and Social Management Institute (Bangkok); Mitglied im Global Agenda Council des World Economic Council; Präsident und Mitglied des akademischen Vorstandes der Carl Benz Academy in Peking; Berater der Shaul und Hilde Robinsohn Stiftung.
Jürgen Zimmer war verheiratet. Er starb am 21. August 2019 in Chiang Mai in Thailand an einem Schlaganfall.

## Schriften
- (Hrsg.) Community Education in the Third World (Routledge Revivals), Mit Cyril Poster (Hrsg.) Routledge 2018
- Das halb beherrschte Chaos: Reportagen, Essays und Portraits aus 50 Jahren, Verlag Das Netz, 2012
- Hrsg.: Praxisreihe Situationsansatz. 12 Bde., 1 Materialbox und 1 Diskussionsspiel. Ravensburger Buchverlag, Ravensburg 1998.
- Das kleine Handbuch zum Situationsansatz, Ravensburg 1998
- Entrepreneurship. Wie aus Ideen Unternehmen werden, Mit Günther Faltin (Hrsg.) und S.Ripsas (Hrsg.), C.H.Beltz 1998
- Reichtum von unten. Die neuen Chancen der Kleinen. Mit Günther Faltin, Aufbau TB, 1996
- Mit Gerold Becker (Hrsg.): Lust und Last der Aufklärung. Ein Buch zum 80. Geburtstag von Hellmut Becker. Beltz, Weinheim/Basel 1993
- Macht die Schule auf, lasst das Leben rein, von d. Schule zur Nachbarschaftsschule, Jürgen Zimmer, Elisabeth Niggemeyer, Beltz, Basel 1986, S. 177.
- Die vermauerte Kindheit: Bemerkungen zum Verhältnis von Verschulung und Entschulung, Beltz 1986
- Wissenschaft und Schulreform : ein interkultureller Vergleich zur Funktion der Psychologie im Ablauf von Schulreformen, Berlin 1975 [= Dissertation FU Berlin]
- (Hrsg.): Curriculumentwicklung im Vorschulbereich. 2 Bde., München 1973
- Vorschulkinder, Nancy Hoenisch / Elisabeth Niggemeyer / Jürgen Zimmer (Autor), Ernst Klett Verlag 1969

## Film
- Interview mit Jürgen Zimmer in dem Dokumentarfilm „Mit Konflikten leben – Erziehung zum Frieden“, gesendet am 29. Dezember 1970 um 20.30 Uhr im 3. Fernsehprogramm des Norddeutschen Rundfunks.

## Ehrungen
- Bundesverdienstkreuz am Bande
- Joseph Victor von Scheffel-Preis der Literarischen Gesellschaft Karlsruhe
- Preis des Kulturministeriums Baden-Württemberg
- Preis für pädagogische Innovation der Pfaff Stiftung
- Prof. Ramlal Parikh Award der International Community Education Association